# Comuna de Radomyśl nad Sanem
Radomyśl nad Sanem (polaco: Gmina Radomyśl nad Sanem) é uma gminy (comuna) na Polónia, na voivodia de Subcarpácia e no condado de Stalowowolski. A sede do condado é a cidade de Radomyśl nad Sanem.
De acordo com os censos de 2004, a comuna tem 7476 habitantes, com uma densidade 55,9 hab/km².

## Área
Estende-se por uma área de 133,63 km², incluindo:
- área agricola: 47%
- área florestal: 45%

## Demografia
Dados de 30 de Junho 2004:
|                      | Total   | Total | Mulheres | Mulheres | Homens  | Homens |
| -------------------- | ------- | ----- | -------- | -------- | ------- | ------ |
|                      | pessoas | %     | pessoas  | %        | pessoas | %      |
| População            | 7476    | 100   | 3839     | 51,4     | 3637    | 48,6   |
| Densidade (pop./km²) | 55,9    | 100   | 28,7     | 28,7     | 27,2    | 27,2   |

De acordo com dados de 2002, o rendimento médio per capita ascendia a 1384,41 zł.

## Comunas vizinhas
- Annopol, Dwikozy, Gorzyce, Gościeradów, Pysznica, Zaklików, Zaleszany, Zawichost